# Sigrid Schneider
Sigrid Schneider (* 7. August 1928 in Hannover; † 21. November 1995 in Burgwedel) war eine deutsche Politikerin (FDP) und Mitglied des Niedersächsischen Landtags.

## Leben
Nach der Volksschule besuchte Sigrid Scheider bis zum Ende des Zweiten Weltkrieges eine Mädchenoberschule in Berlin. Sie flüchtete im Jahr 1945 in das Eichsfeld und kam im folgenden Jahr nach Hannover. Nach einer beruflichen Ausbildung zur Stenografie-Kontoristin arbeitete sie zunächst bei der Hannoverschen Stadtverwaltung, bis 1956 auch in Unternehmen, bei der niedersächsischen Landesregierung und in halböffentlichen Einrichtungen. Im Jahr 1963 nahm sie an einer Lehrerfortbildung zum Umgang mit geistig behinderten Kindern teil und fand darüber Zugang zu Lehrertätigkeiten. Sie ließ sich zur Volkshochschulaushilfskraft ausbilden, absolvierte an der Pädagogischen Hochschule Hannover ein Ergänzungsstudium und war als Hausfrauenlehrerin tätig. Nach zwei Lehrerprüfungen legte sie die erste staatliche Prüfung für das Lehramt an Sonderschulen im Jahr 1976 ab und wurde Sonderschullehrerin.
Schneider war im weiblichen Strafvollzug ehrenamtlich tätig. 
Schneider trat im Jahr 1972 in die FDP ein und wurde Landesvorstandsmitglied. Im Jahr 1974 wurde sie in den Rat der Stadt Garbsen gewählt, übernahm 1976 den Vorsitz der Ratsfraktion der FDP und wirkte in Garbsen ab 1981 als zweiter stellvertretender Bürgermeister. In der Zeit zwischen September 1981 und Mai 1982 war sie im Landkreis Hannover Abgeordnete des Kreistags. Vom 21. Juni 1982 bis 20. Juni 1990 war sie Mitglied des Niedersächsischen Landtages (10. und 11. Wahlperiode); dabei übernahm sie in der Zeit vom 10. Juli 1986 bis 20. Juni 1990 den Vorsitz im Ausschuss für Gleichberechtigung und Frauenfragen.
Sie hatte drei Kinder.